# Jayavarman VI
Jayavarman VI (XI secolo – XII secolo) è stato re dell'Impero Khmer, dal 1080 circa al 1107 d.C.
Durante i regni di Udayadityavarman II e Harshavarman III si ebbero diverse ribellioni interne e una guerra fallimentare contro i Cham. Forse l'ultimo dei due continuò a regnare su un dominio ristretto alla zona di Angkor mentre una rivolta sempre più consistente portava alla fine al potere quello che ufficialmente risulta essere il successivo Re: Jayavarman VI, probabilmente un principe vassallo della zona nord-occidentale del regno (parte dell'odierno Isan thailandese).
Proveniente dall'area di Phimai, nella valle del fiume Mun, Jayavarman appare come un usurpatore e fondatore di una nuova dinastia, i Mahidharapura, dal termine con cui viene designato il luogo di origine della sua famiglia, tanto che nelle iscrizioni del primo periodo del suo regno vanta una discendenza dalla mitica coppia di principi Kambu Swayambhuva e sua sorella (e sposa) Mera, anziché da predecessori reali.
Jayavarman VI fu probabilmente impegnato per molti anni in un conflitto civile contro il partito di coloro che erano rimasti fedeli alla linea regale legittima di Harshavarman III e dei suoi eredi e non svolse una grande attività di edificazione di templi. Comunque gli viene generalmente attribuita la costruzione del tempio di Phimai. Alla sua morte ricevette il titolo postumo di Paramakaivalyapada e gli succedette il fratello maggiore, Dharanindravarman I.